# Nutube

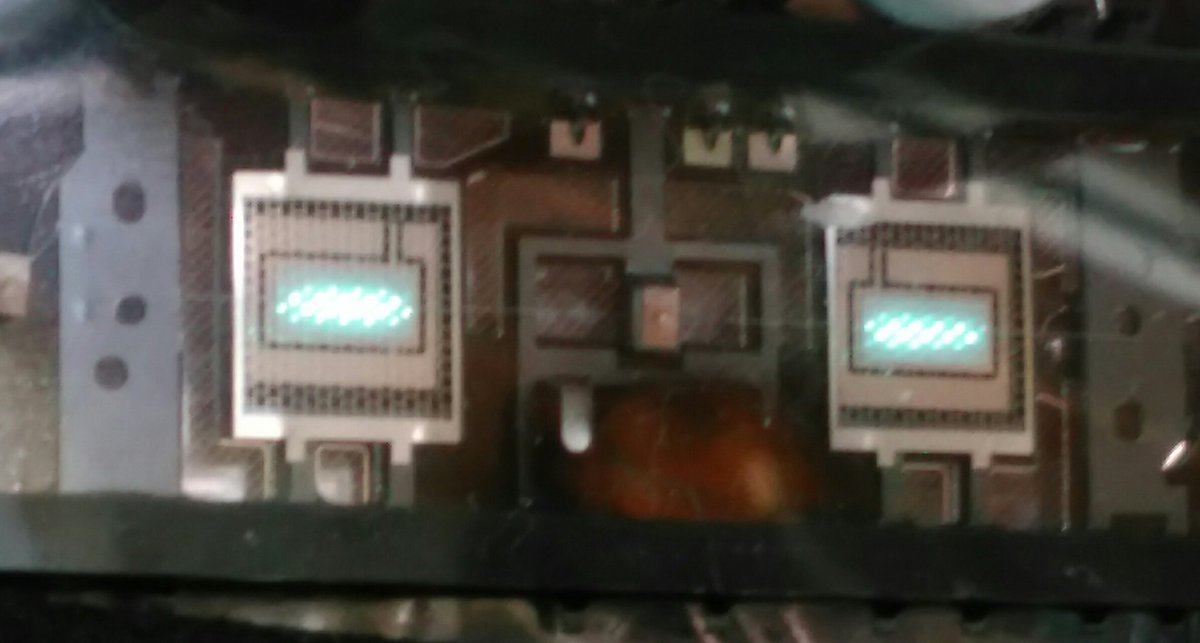
動作中に光るNuTube

Nutube（ニューチューブ）は、コルグによる企画・開発・販売、ノリタケ伊勢電子による開発・設計・製造の、真空管である。

## 概要
ノリタケアイトロン等のブランドで有名な、一種の真空管である蛍光表示管（VFD）をベースに、コルグが求めるアナログ増幅・エフェクト用の特性になるようアレンジを加えたものだが、蛍光物質によりアノードが光ることをはじめ、ほぼそのままの基本構造や、製造ラインをそのまま流用できるようにしていることなどが特徴であり、価格とバラつきが抑えられた工業製品として生産できることにつながっている、という。電気的には直熱型の双三極管（ただしフィラメント＝カソードの片方が共通）だが、一般の増幅・発振用真空管ではプレートと呼んでいるアノードについて、同社の一般のVFDでの呼称であるアノードとそのまま呼んでいたり、VFDではグリッドがもっぱら電子の加速と表示のスイッチング動作のために、オン状態でアノードと同程度の電位とするためか（ノリタケ伊勢電子の技術資料を参照）それに似た特性などがある。
かねてよりコルグは自社製品に真空管を使用していたが、中国や東欧で製造されており、製造設備の老朽化も相まって製品のばらつきや耐久性に問題を抱えていた。日本国内で生産してくれる企業を探したものの、見つからず、そこで類似の原理で作動する蛍光表示管を製造していたノリタケ伊勢電子に開発を打診して実現に至った。
前述のように最大アノード電圧が80Vで、一般的なギターアンプのプレート電圧300Vとはそのあたりは異なった、VFDと同程度の電圧域で使う真空管である。Nutubeで試作されたギター用ヘッドアンプは20V、プリアンプはわずか12Vで動作が報告されている。

## 特徴
- 低消費電力 (従来の真空管の2%)
- 高信頼性
- 長寿命
- 自動化された生産工程のため製品間のばらつきが少ない